# Залісся (Тернопільський район)
Залі́сся —село в Україні, у Козівській селищній громаді Тернопільського району Тернопільської області. Розташоване на заході району. До 2020 року адміністративно було підпорядковане Конюхівській сільраді. 
Розташоване за 26 км від смт. Козова. Населення — 70 осіб (2001).

## Історія
Засноване 1462 року .
12 червня 2020 року, відповідно до розпорядження Кабінету Міністрів України № 724-р «Про визначення адміністративних центрів та затвердження територій територіальних громад Тернопільської області» увійшло до складу Козівської селищної громади.
19 липня 2020 року, в результаті адміністративно-територіальної реформи та ліквідації Козівського району, село увійшло до складу Тернопільського району.

## Населення
Місцева говірка належить до наддністрянського говору південно-західного наріччя української мови.

## Релігія
- церква Вознесіння ГНІХ (1994, кам'яна, УГКЦ).

## Пам'ятки
Є могила Невідомому вояку УПА.
Поблизу села зростають Конюхівські дуби — вікові дерева, ботанічна пам'ятка природи місцевого значення в Україні.

## Галерея

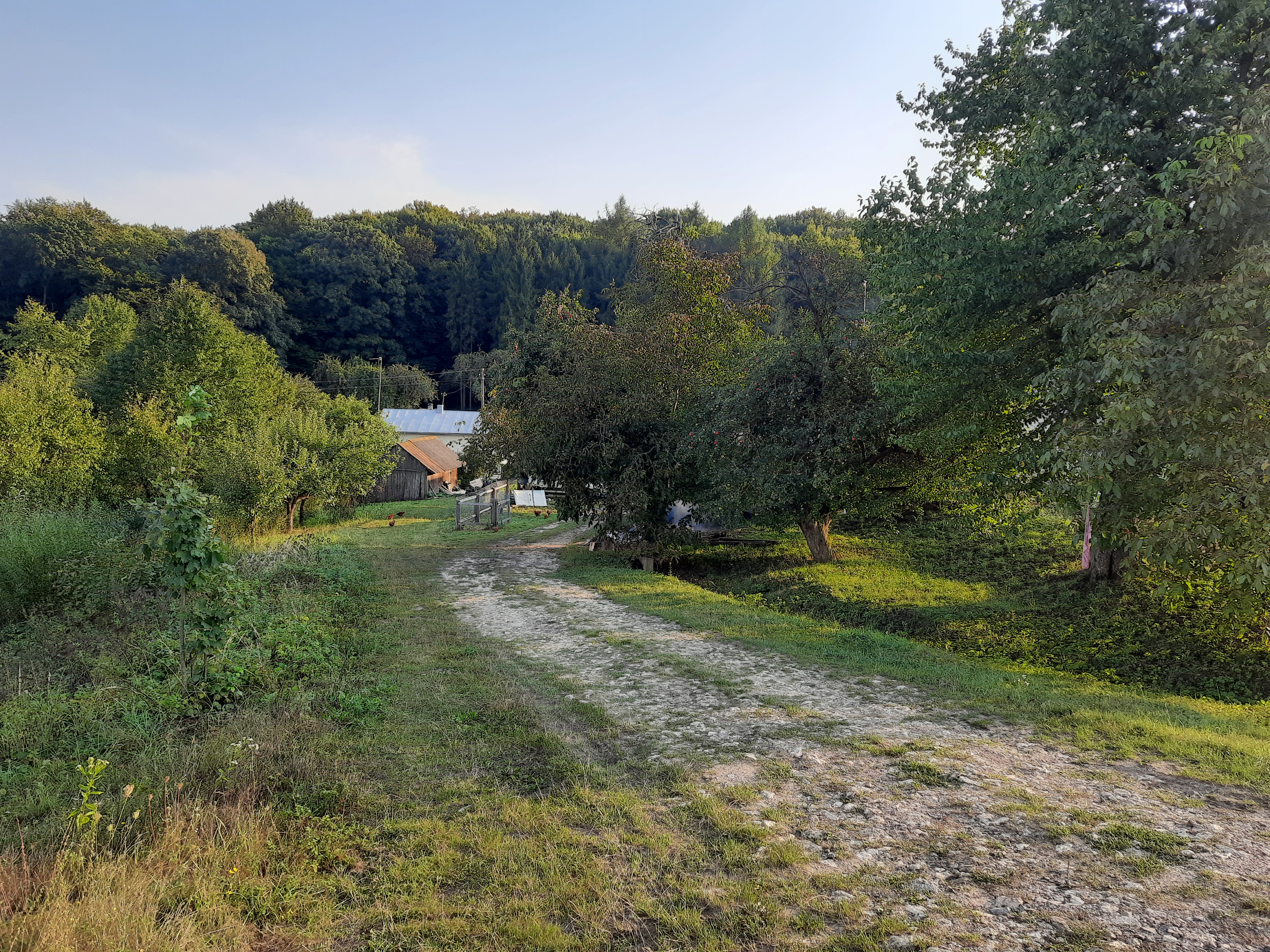
Дорога в село
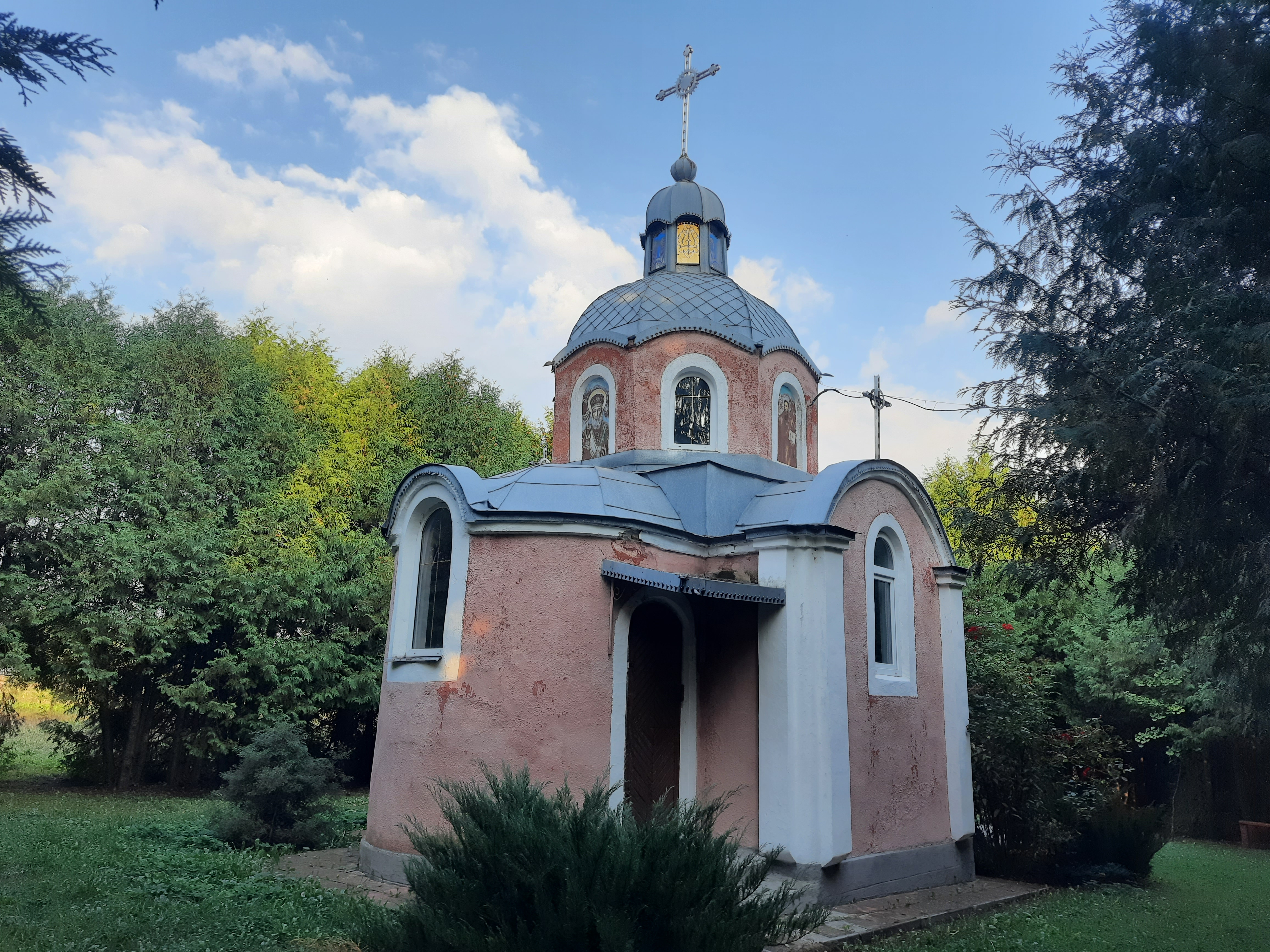
Церква Вознесіння
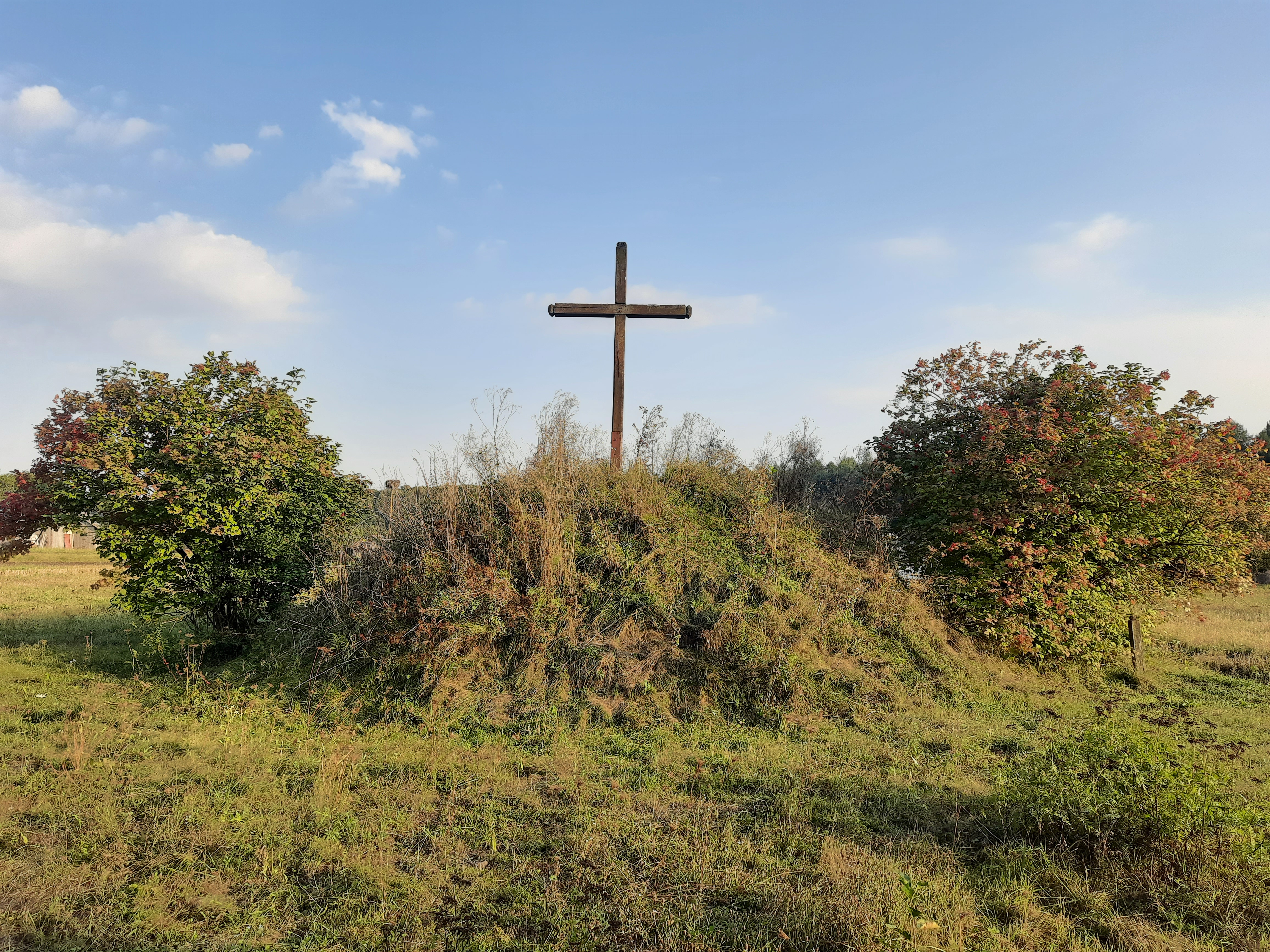
Символічна могила борцям за волю України
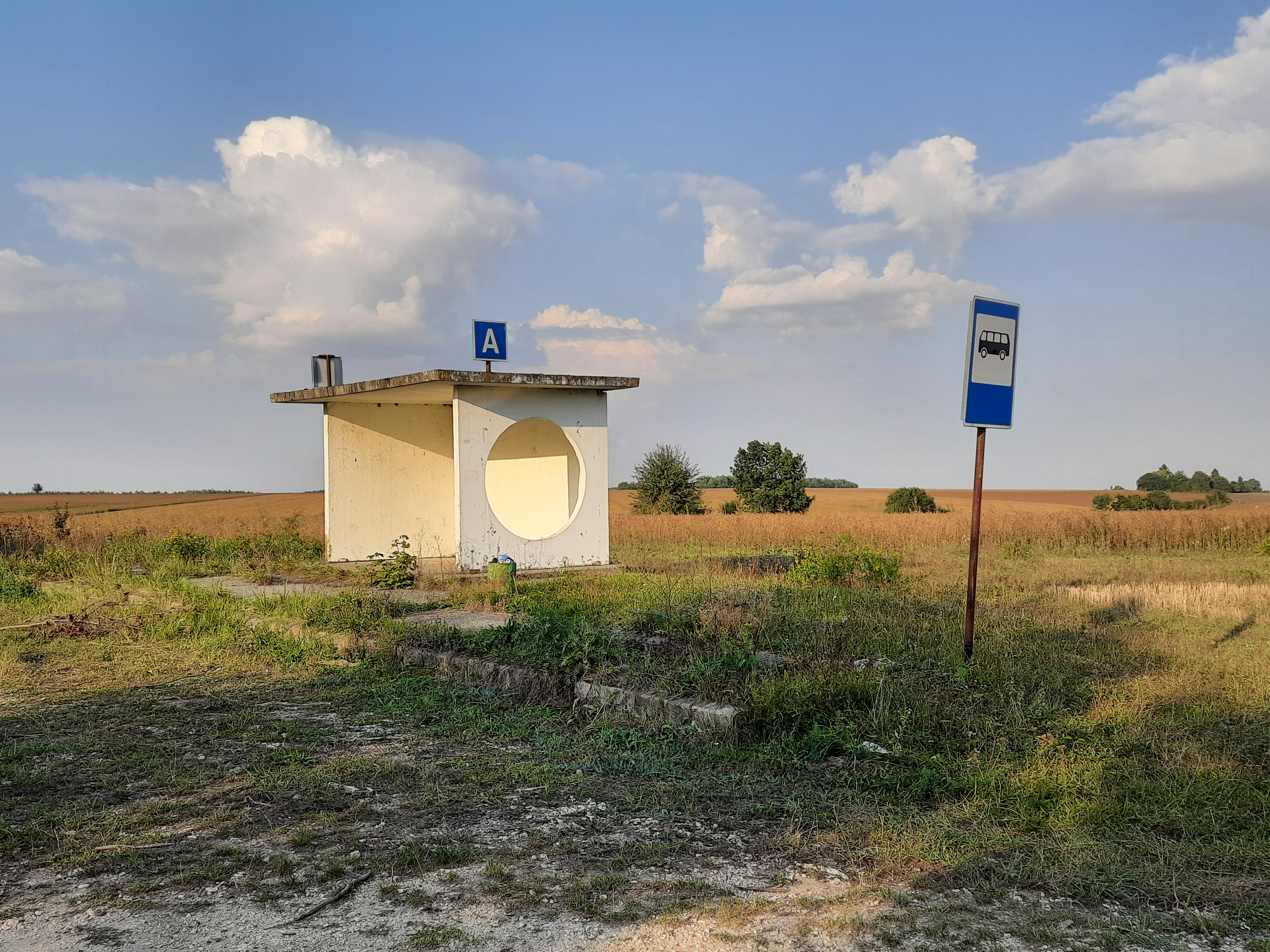
Автобусна зупинка
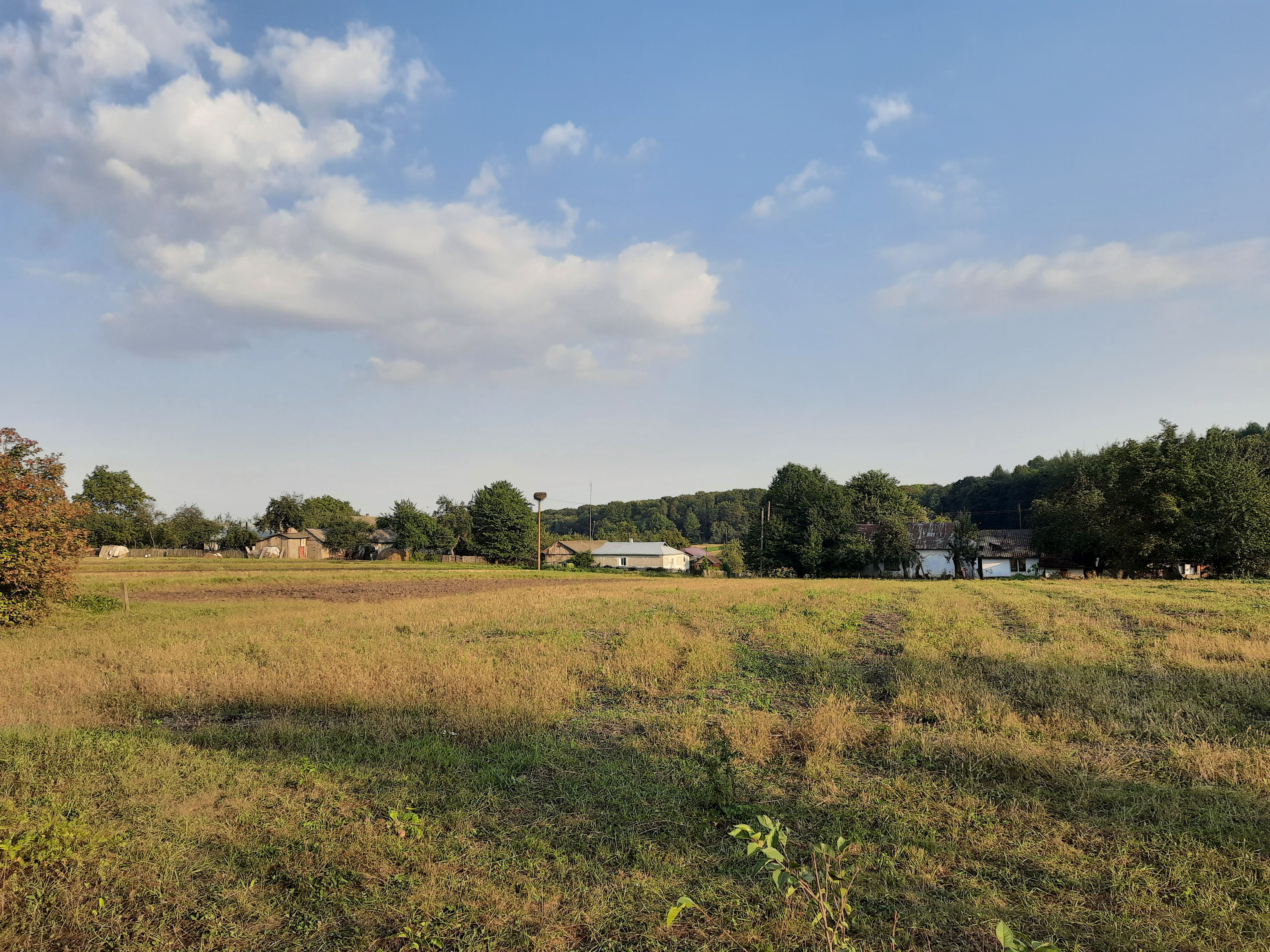
Сільський краєвид